# Дубина (Краснопільська сільська громада)
Дубина — селище в Україні, у Краснопільській сільській громаді Гайсинського району Вінницької області. Розташоване на обох берегах річки Холява (притока Чортали) за 21 км на схід від міста Гайсин. Населення становить 15 осіб (станом на 1 січня 2017 р.).

## Історія
7 (20) листопада 1917 року, відповідно до Третього Універсалу Української Центральної Ради, увійшло до складу Української Народної Республіки.

## Населення

### Мова
Розподіл населення за рідною мовою за даними перепису 2001 року:
| Мова       | Кількість | Відсоток |
| ---------- | --------- | -------- |
| українська | 47        | 95.92%   |
| російська  | 2         | 4.08%    |
| Усього     | 49        | 100%     |

## Галерея

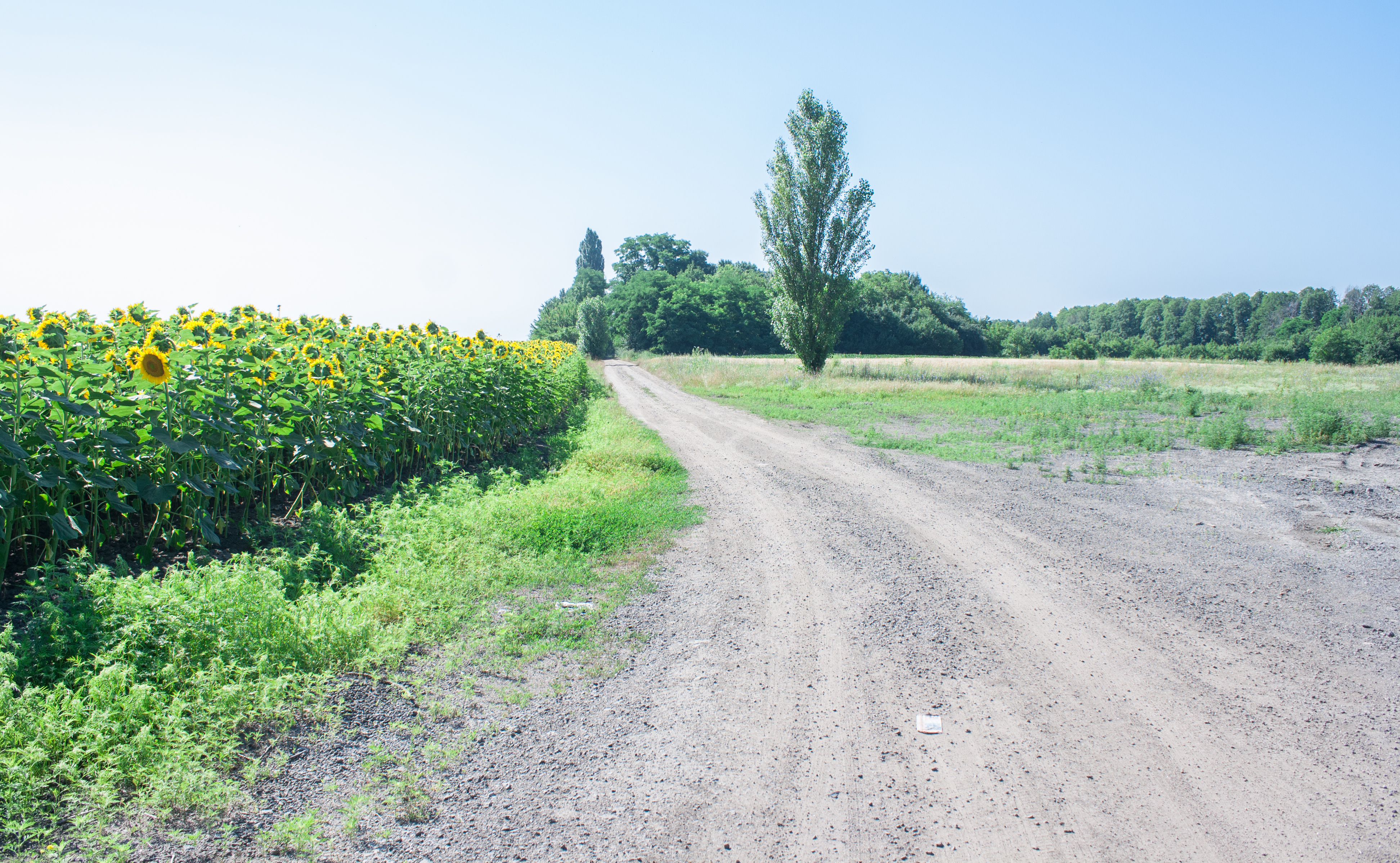
В'їзд у село
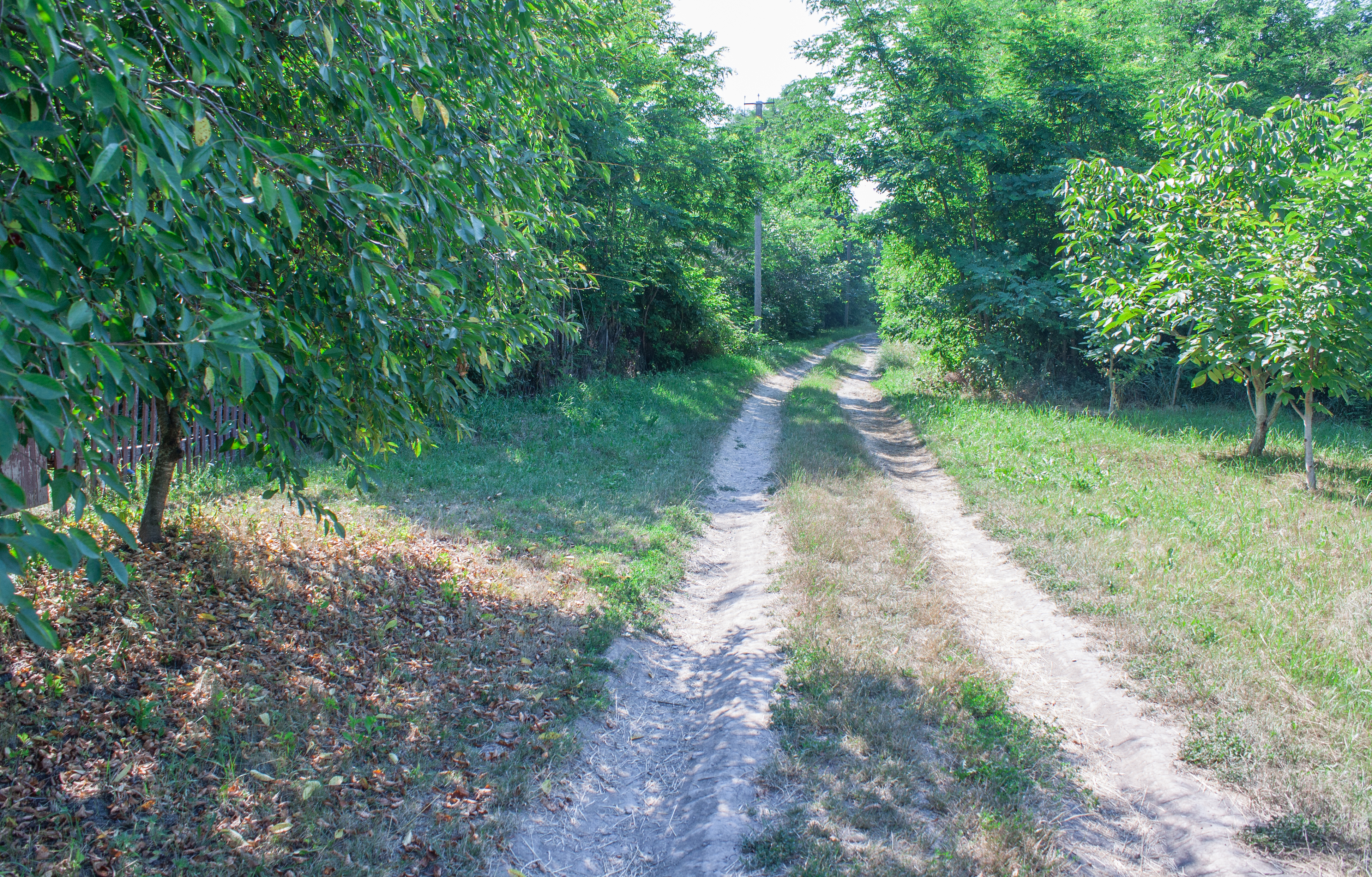
Вулиця